# خانواده عثمان‌اوغلو

اعضای خانواده عثمان‌اوغلو از جمله شهزاده عمر فاروق و صبیحه سلطان

خانواده عثمان‌اوغلو (ترکی استانبولی: Osmanoğulları ailesi) به معنای فرزندان عثمان، اشاره به اعضای فعلی خاندان عثمان (سلسله عثمانی) دارد که اسم تنها خاندان حاکم بر امپراتوری عثمانی از ۱۲۹۹ تا تأسیس جمهوری ترکیه در سال ۱۹۲۳ بود.
۳۶ سلطان عثمانی بر امپراتوری حکومت کردند و هر یک از طریق نسل ذکور به اولین سلطان عثمانی، عثمان یکم می‌رسیدند. پس از برکناری آخرین سلطان عثمانی، محمد ششم در سال ۱۹۲۲ و پس از آن لغو خلافت عثمانی در سال ۱۹۲۴ اعضای خانواده سلطنتی مجبور به تبعید شدند. فرزندان آنان در حال حاضر در بسیاری از کشورهای مختلف در سراسر اروپا و همچنین در ایالات متحده و خاورمیانه زندگی می‌کنند و از آنجا که آن‌ها در حال حاضر مجاز به بازگشت به میهن خود شده‌اند، بسیاری از آن‌ها اکنون در ترکیه نیز زندگی می‌کنند. زمانی که در تبعید بودند خانواده به این تصمیم رسید که نام خانوادگی عثمان‌اوغلو به معنی «پسر عثمان»، به یاد بنیان‌گذار خاندان عثمان و جد مستقیم همه اعضای خانواده، را بربگزیند.

## سران خاندان عثمان از سال ۱۹۲۳
سلسله عثمانی از سال ۱۹۲۴ در تبعید به سر می‌برد در سال ۱۹۵۱، به زنان خاندان. و در سال ۱۹۷۳ به مردان هم اجازه بازگشت به کشور داده شد. در زیر، فهرستی از افرادی قرار دارد که وارثان تاج و تخت عثمانی، پس از لغو سلطنت در ۱ نوامبر ۱۹۲۲ هستند. این افراد لزوماً ادعای تاج و تخت ندارند؛ برای مثال ارطغرل عثمان گفت: «دموکراسی در ترکیه به خوبی کار می‌کند.».
- محمد ششم، آخرین سلطان عثمانی (۱۹۱۸–۱۹۲۲) سپس سی و ششمین راس خاندان عثمان در تبعید (۱۹۲۲–۱۹۲۶).[۳]
- عبدالمجید دوم، آخرین خلیفه عثمانی (۱۹۲۲–۱۹۲۴) سپس سی و هفتمین راس خاندان عثمان پس از مرگ محمد ششم (۱۹۲۶–۱۹۴۴).[۳]
- احمد چهارم نهاد، سی و هشتمین راس خاندان عثمان (۱۹۴۴–۱۹۵۴) نوه سلطان مراد پنجم.[۳]
- عثمان پنجم فؤاد، سی و هفتمین راس خاندان عثمان (۱۹۵۴–۱۹۷۳) برادر احمد چهارم نهاد و نوه سلطان مراد پنجم.[۳]
- (محمد) عبدالعزیز، دوم چهلمین راس خاندان عثمان (۱۹۷۳–۱۹۷۷) نوه سلطان عبدالعزیز یکم.[۳]
- علی اول واصب، چهل و یکمین راس خاندان (۱۹۷۷–۱۹۸۳) پسر احمد چهارم نهاد و پسر نوه سلطان مراد پنجم.[۳]
- (محمد) اورهان دوم، چهل و دومین راس خاندان (۱۹۸۳–۱۹۹۴) نوه سلطان عبدالحمید دوم.[۳]
- عثمان پنجم ارطغرل، چهل و سومین راس خاندان، نوه سلطان عبدالحمید دوم. از او به عنوان «آخرین عثمانی» یا «آخرین امپراتور عثمانی» در جامعه ترکیه یاد می‌شود.[۴]
- (عثمان) بایزید سوم، چهل و چهارمین راس خاندان (۲۰۰۹–۲۰۱۷)-نوه سلطان عبدالمجید یکم.[۵]
- دوندار علی عثمان، چهل و پنجمین راس خاندان، (۲۰۱۷–)-نوه سلطان عبدالحمید دوم.